# Polen op de Olympische Winterspelen 1972
Tijdens de Olympische Winterspelen van 1972, die in Sapporo (Japan) werden gehouden, nam Polen voor de elfde keer deel.

## Medailleoverzicht
| Sport          | Olympiër         | Discipline       | Medaille |
| -------------- | ---------------- | ---------------- | -------- |
| Schansspringen | Wojciech Fortuna | grote schans (m) | Goud     |

## Deelnemers en resultaten

### Alpineskiën
| Olympiër               | Discipline       | Resultaat | Prestatie                       |
| ---------------------- | ---------------- | --------- | ------------------------------- |
| Andrzej Bachleda Curuś | reuzenslalom (m) | 9e        | 3.12,42 (+2,80) 1.34,40+1.38,02 |
| Andrzej Bachleda Curuś | slalom (m)       | 10e       | 1.52,26 (+2,99) 57,04+55,22     |

### Biatlon
| Olympiër                                                 | Discipline             | Resultaat | Prestatie                                                                                            |
| -------------------------------------------------------- | ---------------------- | --------- | --- |
| Aleksander Klima                                         | 20 km (m)              | 9e        | 1:19.00,86 (+3.05,36) pen.: 2                                                                        |
| Andrzej Rapacz                                           | 20 km (m)              | 33e       | 1:26.21,02 (+10.25,52) pen.: 9                                                                       |
| Józef Stopka                                             | 20 km (m)              | 35e       | 1:27.18,66 (+11.23,16) pen.: 8                                                                       |
| Andrzej Fiedor                                           | 20 km (m)              | 48e       | 1:30.17,25 (+14.21,75) pen.: 11                                                                      |
| Józef Rózak Józef Stopka Andrzej Rapacz Aleksander Klima | 4x7,5 km estafette (m) | 7e        | 1:58.09,92 (+6.25,00) pen.: 4-18 (2-4 / 1-3 / 0-6 / 1-5) (29.36,15 / 29.21,63 / 29.05,75 / 30.06,39) |

### Kunstrijden
| Olympiër                            | Discipline | Resultaat | Prestatie              |
| ----------------------------------- | ---------- | --------- | ---------------------- |
| Grażyna Kostrzewińska Adam Brodecki | paarrijden | 11e       | pc. 95,5; 377,8 punten |

### Langlaufen
| Olympiër                                 | Discipline           | Resultaat | Prestatie                                            |
| ---------------------------------------- | -------------------- | --------- | ---------------------------------------------------- |
| Jan Staszel                              | 15 km (m)            | 33e       | 48.46,72 (+3.18,48)                                  |
| Jan Staszel                              | 30 km (m)            | 29e       | 1:43.35,68 (+7.04,53)                                |
|                                          |                      |           |                                                      |
| Weronika Budny                           | 5 km (v)             | 13e       | 17.38,74 (+38,24)                                    |
| Weronika Budny                           | 10 km (v)            | 11e       | 35.57,59 (+1.39,77)                                  |
| Józefa Chromik                           | 5 km (v)             | 21e       | 17.55,41 (+54,91)                                    |
| Józefa Chromik                           | 10 km (v)            | 21e       | 36.45,39 (+2.27,57)                                  |
| Anna Duraj                               | 5 km (v)             | 29e       | 18.13,43 (+1.12,93)                                  |
| Anna Duraj                               | 10 km (v)            | 15e       | 36.32,65 (+2.14,83)                                  |
| Władysława Majerczyk                     | 5 km (v)             | 23e       | 17.56,55 (+56,05)                                    |
| Władysława Majerczyk                     | 10 km (v)            | 34e       | 38.19,66 (+4.01,84)                                  |
| Anna Duraj Józefa Chromik Weronika Budny | 3x5 km estafette (v) | 7e        | 51.49,13 (+3.02,98) (18.21,93 / 17.15,45 / 16.11,75) |

### Noordse combinatie
| Olympiër              | Discipline | Resultaat | Prestatie                                       |
| --------------------- | ---------- | --------- | ----------------------------------------------- |
| Kazimierz Długopolski | mannen     | 12e       | 375,860 punten schans: 184,9 p 15 km: 190,960 p |
| Stefan Hula           | mannen     | 17e       | 370,525 punten schans: 178,2 p 15 km: 192,325 p |
| Józef Gąsienica       | mannen     | 31e       | 339,125 punten schans: 146,8 p 15 km: 192,325 p |

### Rodelen
| Olympiër                           | Discipline | Resultaat | Prestatie                                        |
| ---------------------------------- | ---------- | --------- | ------------------------------------------------ |
| Janusz Grzemowski                  | mannen     | 12e       | 3.31,44 (+3,86) (53,07 / 53,12 / 52,66 / 52,59)  |
| Lucjan Kudzia                      | mannen     | 13e       | 3.32,83 (+5,25) (54,14 / 53,58 / 52,36 / 52,75)  |
| Ryszard Gawior                     | mannen     | 19e       | 3.34,94 (+7,36) (54,72 / 54,09 / 53,26 / 52,87)  |
| Mirosław Więckowski                | mannen     | 27e       | 3.37,61 (+10,03) (54,43 / 54,82 / 54,61 / 53,75) |
| Halina Kanasz                      | vrouwen    | 6e        | 3.02,33 (+3,15) (45,66 / 45,98 / 45,52 / 45,17)  |
| Wiesława Martyka                   | vrouwen    | 6e        | 3.02,33 (+3,15) (45,68 / 46,12 / 45,47 / 45,06)  |
| Barbara Piecha                     | vrouwen    | 9e        | 3.03,07 (+3,89) (45,96 / 46,24 / 45,89 / 44,98)  |
| Mirosław Więckowski Wojciech Kubik | dubbel     | 5e        | 1.29,66 (+1,31) (44,88 / 44,78)                  |
| Lucjan Kudzia Ryszard Gawior       | dubbel     | 9e        | 1.30,68 (+2,33) (45,28 / 45,40)                  |

### Schansspringen
| Olympiër                   | Discipline         | Resultaat | Prestatie                                          |
| -------------------------- | ------------------ | --------- | -------------------------------------------------- |
| Wojciech Fortuna           | normale schans (m) | 6e        | 222,0 punten 115,4 p. (82,0 m) + 106,6 p. (76,5 m) |
| Wojciech Fortuna           | grote schans (m)   | Goud      | 219,9 punten 130,4 p. (111,0 m) + 89,5 p. (87,5 m) |
| Stanisław Gąsienica Daniel | normale schans (m) | 39e       | 194,0 punten 97,3 p. (73,5 m) + 96,7 p. (72,5 m)   |
| Stanisław Gąsienica Daniel | grote schans (m)   | 31e       | 171,1 punten 83,2 p. (83,0 m) + 87,9 p. (86,0 m)   |
| Adam Krzysztofiak          | normale schans (m) | 24e       | 207,3 punten 105,0 p. (75,5 m) + 102,3 p. (73,5 m) |
| Adam Krzysztofiak          | grote schans (m)   | 29e       | 173,1 punten 85,6 p. (84,0 m) + 87,5 p. (85,0 m)   |
| Tadeusz Pawlusiak          | normale schans (m) | 32e       | 197,9 punten 98,8 p. (73,5 m) + 99,1 p. (71,5 m)   |
| Tadeusz Pawlusiak          | grote schans (m)   | 18e       | 183,3 punten 89,3 p. (87,0 m) + 94,0 p. (90,0 m)   |

### IJshockey
| Olympiër | Discipline | Resultaat | Prestatie |
| --- | ---------- | --------- | --- |
| Andrzej Tkacz Walery Kosyl Ludwik Czachowski Stanisław Fryźlewicz Jerzy Potz Marian Feter Adam Kopczyński Andrzej Szczepaniec Feliks Góralczyk Tadeusz Kacik Krzysztof Birula-Białynicki Józef Słowakiewicz Leszek Tokarz Wiesław Tokarz Józef Batkiewicz Tadeusz Obłój Walenty Ziętara Robert Góralczyk Stefan Chowaniec | mannen     | 6e        | kwalificatieronde: 4 - 0 Polen - Bondsrepubliek Duitsland A-groep (1e-6e plaats): 1 - 14 Polen - Tsjecho-Slowakije 1 - 5 Polen - Finland 3 - 5 Polen - Zweden 3 - 9 Polen - Sovjet-Unie 1 - 6 Polen - Verenigde Staten |

Argentinië · Australië · België · Bondsrepubliek Duitsland · Bulgarije · Canada · Duitse Democratische Republiek · Filipijnen · Finland · Frankrijk · Griekenland · Groot-Brittannië · Hongarije · Iran · Italië · Japan · Joegoslavië · Libanon · Liechtenstein · Mongolië · Nederland · Nieuw-Zeeland · Noord-Korea · Noorwegen · Oostenrijk · Polen · Roemenië · Sovjet-Unie · Spanje · Taiwan · Tsjecho-Slowakije · Verenigde Staten · Zuid-Korea · Zweden · Zwitserland